# Siphonoecetes typicus
Siphonoecetes typicus är en kräftdjursart som beskrevs av Henrik Nikolai Krøyer 1845. Siphonoecetes typicus ingår i släktet Siphonoecetes och familjen Ischyroceridae. Inga underarter finns listade i Catalogue of Life.